# Freixe de la Masia Gurdem

El freixe de la Masia Gurdem, respecte del terme d'Abella de la Conca

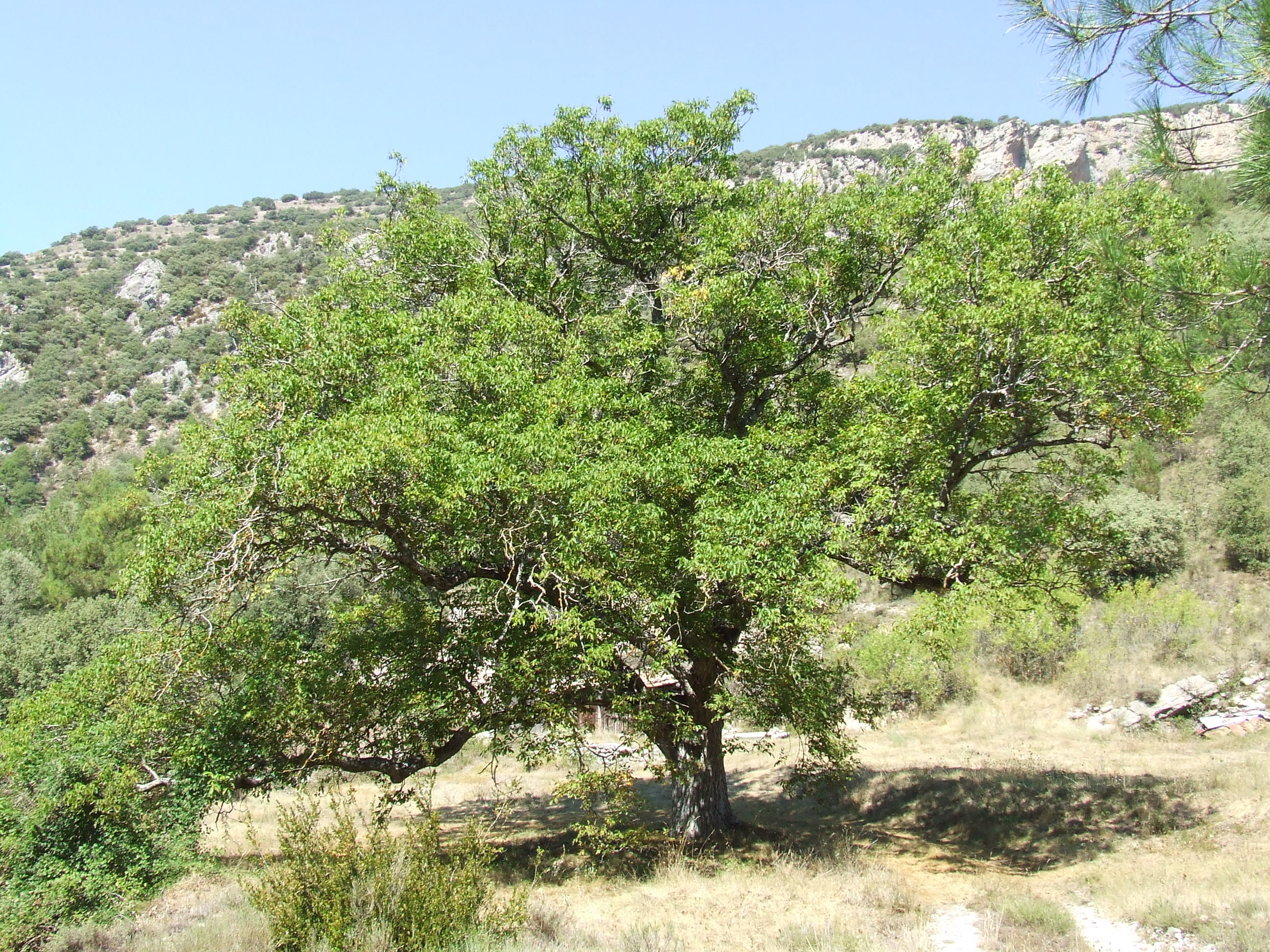
El freixe, des de llevant

El Freixe de la Masia Gurdem és un arbre monumental del terme municipal d'Abella de la Conca, al Pallars Jussà. Pertany al poble d'Abella de la Conca, però és a prop de la Torre d'Eroles.
Està situat a 977,3 metres d'altitud, 30 metres al nord-est de la Masia Gurdem, entre la masia i el riu d'Abella. És al peu del camí d'accés a la masia des de la Carretera del Bosc d'Abella.

## Etimologia
Es tracta d'un topònim purament descriptiu, contemporani: és el freixe situat davant mateix de la Masia Gurdem, on està explicat l'origen de Gurdem.